# Щукин, Марк Борисович
Ма́рк Бори́сович Щу́кин (14 октября 1937, Ленинград — 14 июля 2008, Санкт-Петербург) — российский археолог, доктор исторических наук (1991), ведущий научный сотрудник Государственного Эрмитажа (1967—2008), член-корреспондент Германского археологического института (1994), широко известный специалист в археологии римского времени.

## Биография
Марк Борисович Щукин родился 14 октября 1937 года в Ленинграде в семье художника и чертёжницы. Во время блокады был эвакуирован в Вологодскую область и лишь в 1949 году семья вернулась в Ленинград. Марк с ранних лет интересовался историей. Марк Борисович Щукин признавался, что учился читать в шесть лет не по букварю, а по учебнику «Истории древнего мира» для пятого класса, разглядывая портреты Муция Сцеволы, Юлия Цезаря и Верцингеторига. Часами мог копировать изображения оружия римлян и кельтов и рисовать их вымышленные и реальные сражения. Ещё в эвакуации, в Вологодской области, до приезда в Ленинград, Марк Щукин понял, что станет археологом.
После окончания школы и службы в армии он в 1959 году поступил на исторический факультет Ленинградского государственного университета. Учителями Щукина были М. А. Тиханова, М. И. Артамонов, также слушал лекции Л. Н. Гумилёва. После окончания университета в 1967 году устроился на работу в Отдел истории первобытной культуры Государственного Эрмитажа, где становится хранителем черняховских и сарматских коллекций. Работу совмещал с обучением в аспирантуре Ленинградского отделения Института археологии Академии наук СССР (ныне Институт археологии РАН). В 1971 году защитил кандидатскую диссертацию «Европейская Сарматия и Черняховская культура (Проблема хронологических соотношений)». Позднее, в 1978 году, по инициативе М. Б. Щукина в Эрмитаже была создана Славяно-Сарматская археологическая экспедиция.
В 1989 году в Оксфорде была опубликована первая монография М. Б. Щукина «Rome and the Barbarians of the Central and Eastern Europe in the 1st cent. BC — 1st cent. AD». В 1991 году была защищена докторская диссертация «Центральная и Восточная Европа на рубеже нашей эры: опыт историко-археологической реконструкции политических событий III в. до н. э. — I в. н. э.». В это же время в Кишинёве увидела свет научно-популярная книга Щукина «Машина времени и лопата».
В 1991 году Щукин защитил докторскую диссертацию «Центральная и Восточная Европа на рубеже нашей эры: опыт историко-археологической реконструкции политических событий III в. до н. э. — I в. н. э.».
В 1994 году исследователь был избран членом-корреспондентом Германского археологического института. Тогда же вышла из печати первая монография в России «На рубеже эр», принёсшая Щукину славу и уважение среди коллег.
Его приглашали международные конференции — в Англию, Францию, Германию, Швецию, Польшу, Чехию, Венгрию. В 1997 году в России, а в 2002 году на Украине издаются сборники в его честь.
Во второй половине 1990-х годов М. Б. Щукин вновь обращается к проблеме готов. Опять ключевой темой его творчества становятся Римская Империя и варвары. Он мечтал поехать в Рим и Константинополь, но удалось посетить только Равенну. Именно там появился замысел книги о времени Галлы Плацидии — и в 2006 году в журнале «Север» был опубликован роман «Время обнимать» Яны Жемойтелите и Марка Пайка (англ. pike — щука).
Свою главную книгу Марк Щукин писал, как сам признавался, около 10 лет. Эта работа в течение многих лет его истощила, открылись старые болезни: начало шалить сердце, снова возникли проблемы с почками и желудком, стали плохо слушаться ноги. Книга под названием «Готский путь» увидела свет в 2005 году с подзаголовком «Готы, Рим и Черняховская культура». Она принесла автору ещё большее признание.

## Список работ
| 1962 год. Комплекс лепной керамики из поселения Лепесовка // Тезисы докл. на 8-й Всесоюзн. конф. Студентов-археологов. Л. — 1962. — С. 21. 1967 год. О трёх датировках черняховской культуры // КСИА. — Вып.112. — 1967. — С.8-13: илл. 1968 год. Сарматськi пам’ятки Середнього Подiтров’я та ix спiввiдношения з черняхiвською культурою // Maтepiaли 2-й подiльськ. IKK. Львiв. — 1968. — С. 117—118. 1968 год. Работы в Надпорожье // АИУ. — 1967(1968). — Вып.2. — C.181-185: илл. (В соавторстве с А. Т. Смиленко, О. В. Сухобоковым). 1968 год. Об амфорах черняховской культуры // Сб. докладов на 9-й и 10-й Всесоюзн. археол.студенческой конф. М. — 1968. — С. 76-83: илл. 1968 год. Три датировки черняховской культуры // Доклады, прочитанные на 11-й Всесоюз. археол. студенческой конф. Ереван. — 1968. — С. 62-70. 1968 год. Вопросы хронологии черняховской культуры и находки амфор // СА. — 1968. — № 2. — С. 41-51: илл. 1970 год. К истории Нижнего Поднепровья в первые века нашей эры // АСГЭ. — 1970. — Вып.12. — С. 54-67: илл., карт. Рез. англ. 1970 год. К вопросу о хронологии Черняховских памятников Среднего Поднепровья // КСИА. — Вып.121. — 1970. — С. 104-11З, табл. 1971 год. «Европейская Сарматия» и черняховская культура: Хронологические соотношения. Автореф. дисс. … к.и.н. Л. — 1971. — 16 С. 1971 год. Амфоры, купцы, пираты: Заметки археолога // ЗС. — 1971. — № 12. — С. 43-44: илл. 1972 год. Сарматские памятники Среднего Поднепровья и их соответствия с зарубинецкой культурой // АСГЭ. — 1972. — Вып.14. — С. 43-52: илл. карт. Рез. англ. 1972 год. К хронологии и стратиграфии поселения первых веков нашей эры у с. Незвиско // СГЭ. — 1972. — Вып.35. — С. 59-62: илл. Рез. англ. 1973 год. Черняховская культура и явление кельтского ренессанса // КСИА. — Вып.133. — 1973. — С. 17-23: илл. 1973 год. Кельтский ренессанс и кризис Римской империи: предварительные замечания // Античные города Северного Причерноморья и варварский мир: ТД НК. Л. — 1973. — С. 38-39. 1974 год. Конференция «Археологические культуры и культурные области Средней Европы в эпоху римских влияний» и некоторые тенденции польской археологии // СА. 1974. № 1. — С. 259—264. 1974 год. Исследования в Печенижине // АО. 1973(1974). — С. 254. (В соавторстве с Л. В. Вакуленко). 1974 год. Кельто-дакийские памятники рубежа н. э. и липицкая культура // Кельты и кельтские языки. М. — 1974. — С. 10-21. Рез. англ. 1975 год. О некоторых проблемах черняховской культуры и происхождения славян: (По поводу статей Э. А. Рикмана, И. С. Винокура, В. В. Седова, И. Вернера) // СА. — 1975. — № 4. — С. 57-70: карт. Рез. фр. 1975 год. Das Problem der Cernjachov-Kultur in der sowjetischen archaologlschen Literatur // ZfA. — 1975. — Bd.9. — Ht.1. — S.25-41. 1976 год. Рец.: Поболь Л. Д. Славянские древности Белоруссии (Ранний этап зарубинецкой культуры). Мн, 1971; Славянские древности Белоруссии. — Мн, 1973—1974. — Т 1-2. // СА. — 1976. — № 4. — С. 241—253. (В соавторстве с К. В. Каспаровой, Д. А. Мачинским). 1976 год. О начальной дате черняховской культуры // Prace Archeologiczne. — 1976. — Z.22. — S.303-317. илл. Рез. англ. 1976 год. Древняя Сибирь: Путеводитель по выставке "Культура и искусство древнего населения Сибири: VII в. до н. э. — ХIII в.н. э. // ГЭ. — Л. — 1976. — 136 С.: илл., карт. (В соавторстве с Л. Л. Барковой, М. П. Завитухиной). 1976 год. Археологические данные о славянах II—IV вв.: перспективы ретроспективного метода // АСГЭ. — 1976. — Вып.17. — С. 67-81: илл. Рез. англ. 1977 год. Современное состояние готской проблемы и черняховская культура // АСГЭ. — 1977. — Вып.18. — С. 79-81, илл., карт. Рез. англ. 1977 год. Археологический симпозиум, посвящённый проблемам хронологии памятников Евразии эпохи раннего средневековья // СИ. — 1976(1977). — Вып.2. — С. 370—371. (В соавторстве с И. П. Засецкой, Б. И. Маршаком). 1978 год. Рец.: Die Germanen: Geschichte und Kultur der germanischen Starnme in Mitteleuropa. — Berlin. 1976 // CA. — 1978. — № 4. — С. 277—281. 1978 год. Об «узких» и «широких» датировках // Проблемы археологии. — 1978. — Вып.2. — С. 28-32: илл. 1978 год. Древние племена Восточной Европы: Путеводитель по выставке "Культура и искусство древнего населения Европейской части СССР (VII в. до н. э. — XII в.н. э.). Л. — 1978. — 144 С.: илл. (В соавторстве с Я. В. Доманским. К. В. Каспаровой, К. М. Скалон). 1979 год. Сокровища викингов: Каталог произведений искусства и памятников культуры Швеции II—XI вв. из собраний Государственного Исторического Музея в Стокгольме и других музеев Швеции // ГЭ; Государственный Исторический Музей в Стокгольме. — Л. — 1979. — 40 С.: илл., карт. (В соавторстве с О. И. Давидан, Г. С. Лебедевым, З. А. Львовой и др.). 1979 год. Обзор дискуссии на Симпозиуме, посвящённом относительной и абсолютной хронологии памятников археологии раннего средневековья (Ленинград, 1976) // КСИА. — Вып.158. — 1979. — С. 120—124. (В соавторстве с И. П. Засецкой, Б. И. Маршаком). 1979 год. Могильник Могиляны-Хмельник в Ровенской области // ТГЭ. — 1979. — Т.20. — С. 147—168: илл. Рез. англ. (В соавторстве с К. В. Каспаровой). 1979 год. К вопросу о верхней хронологической границе черняховской культуры // КСИА. — Вып.158. — 1979. — С. 17-22. 1979 год. К предыстории черняховской культуры: Тринадцать секвенций // АСГЭ. — 1979. — Вып.20. — С. 66-89: илл. карт. Рез. англ. 1980 год. О бастарнах и венедах Плиния-Тацита и о проблеме их отождествления с археологическими памятниками // Тез. докладов сов. делегации на IV МКСА. М. — 1980. — С. 28-30. 1980 год. Некоторые проблемы хронологии черняховской культуры и истории ранних славян // Rapp. de III CIAS. Bratislava. — 1980. — Т.2. — С. 399—411: илл. карт. 1981 год. Zabytki wielbarski a kultura czerniachowska // Problemy kultury wielbarskiej. Slupsk. — 1981. — S.135-163. 1981 год. Зарубинецкая культура, янтарный путь и венеды: Контакты и взаимодействие древних культур // Краткие ТД НК, посвящённой 50-летию ОИПК ГЭ. Л. — 1981. — С. 62-64. 1981 год. О «uzkych» a «Sirokych» datacich // Malina J. Archeologia vcera a dnes. Brno. — 1981. — Т.2. — S.49-55, илл. 1981 год. О симпозиуме «Проблемы вельбаркиевской культуры» в Слупске (Польша) // СА. — 1981. — № 3. — С. 315—318. 1982 год. Царство Фарзоя: Эпизод из истории Северного Причерноморья // СГЭ. — 1982. — Вып.47. — С. 35-38. Рез. англ. 1982 год. Славянское поселение на реке Уборти // Древние памятники культуры на территории СССР. Л. — 1982. — С. 93-103: илл. 1982 год. Памяти Евгения Александровича Горюнова (Некролог) // СА. — 1982. — № 4. — С. 294—295. (В соавторстве с А. Н. Кирпичниковым). 1982 год. Европейская Сарматия и Скандинавия в системе исторических и культурных связей Европы в I—III вв.н. э. // ТД сканд 9. Тарту. — 1982. — Ч.I. — С. 199—200. 1983 год. Памяти Марии Александровны Тихановой (Некролог) // СА. — 1983. — № 3. — С. 286—287. (В соавторстве с А. Н. Кирпичниковым). 1983 год. Die Skandinavier und die Rus' (mil Katalog von O.I. Davidan) // Duisburg und die Vikinger. Duisburg. — 1983. — 2.Auflage. — S.71-82: илл. 1983 год. Научная сессия, посвящённая 50-летию Отдела истории первобытной культуры ГЭ // СА. — 1983. — № 4. — С. 271—274. (В соавторстве с Я. В. Доманским). 1984 год. Археология Франции // СГЭ. — 1984. — Вып.49. — С. 87-88. (В соавторстве с А. М. Микляевым). 1985 год. Улыбка Чеширского кота // Знание — сила.- 1985. — № 5. — С.40-43: илл. 1986 год. К хронологии могильника Данчены // Рафалович И. А., Данчены. Могильник черняховской культуры III—IV вв.н. э. Кишинёв. — 1986. — С. 177—212: илл. (В соавторстве с Т. А. Щербаковой). 1986 год. Третий мир Древней Европы // Знание — сила. 1986. — № 4. — С.27-30: илл., карт. 1986 год. Горизонт Рахны-Почеп: причины и условия образования // Культуры Восточной Европы I тыс. Куйбышев, 1986. — С.26-38: илл., карт. 1986 год. Готы и готоны, Готискандза и Ойум // ТД сканд 10. М. — 1986. — Ч.1. — С.186-188. 1987 год. Первобытное искусство // Государственный Эрмитаж. М. — 1987. — С.10-79. 1987 год. Два предмета латенской и римской эпохи из Молдавии // СА. — 1987. — № 4. — С.242-248. (В соавторстве с Г. Ф. Чеботаренко, Т. А. Щербаковой). 1987 год. О трёх путях археологического поиска предков раннеисторических славян: Перспективы третьего пути // АСГЭ. — 1987. — Вып.28. — С.103-118; илл., карт. Рез. англ. 1987 год. Умбон щита из кургана «Садовый» (к вопросу о сармато-германских контактах) // Античная цивилизация и варварский мир в Подонье и Приазовье. Новочеркасск. — 1987. — С.49-51. 1988 год. Христианство на Руси / «Круглый стол» (вед. Г. Бельская, корресп. журн. «Знание — сила») (приняли участие: Г. Лебедев, М. Щукин, Л. Клейн, Д. Мачинский, В. Булкин) // Знание — сила. — 1988. — № 8. — С.36-43. 1988 год. Работа секции славянского этногенеза Ленинградского отделения Научного совета АН СССР по комплексным проблемам славяноведения и балканистики // СЭ. — 1988. — № 11. — С.26-31. илл. 1988 год. Керамика Киевского типа с поселения Лепесовка // СА. — 1988. — № 3. — С.207-214: илл., карт. Рез. англ. 1988 год. К хронологии латенских древностей Советского Закарпатья // Этнокультурные и этносоциальные процессы в конце I тыс. до н. э. — первой половины I тыс. н. э. на юго-западе УССР и сопредельных регионах: ТД. Львов. — 1988. — С.54-56. 1988 год. Чары черняховской культуры или «несостоявшаяся народность» // Знание — сила. — 1988. — № 11. — С.26-31. 1988 год. Ажурные эмалевые фибулы из некрополя Херсонеса и некоторые вопросы балто-черноморских связей // Проблемы исследования античного средневекового Херсонеса 1888—1988 гг. ТД. Севастополь. 1988. — С.136-137. 1989 год. Поселение Лепесовка: Вельбарк или Черняхов? // Kultura Wielbarska w rnlodszym okresie rzymskim. Lublin. — 1989. — S.197-215. 1989 год. Сарматы, бастарны и Рим (К вопросу о политических контактах в I в. до н. э.) // Исследования, поиски, открытия: КТД К. — 225-летию Эрмитажа. Л. — 1989. — С.19-21. 1989 год. Сарматы на землях к западу от Днепра и некоторые события I в. в Центральной и Восточной Европе // СА. — 1989. — № 1. — С.70-83; карт. Рез. англ. 1989 год. О галатах и дате декрета Протогена // Скифия и Боспор: Археологические материалы к НК памяти М. И. Ростовцева. Новочеркасск. — 1989. — С.125-126. 1989 год. Културата на тюрките в Сибир от VII до IX в.: тюрки в Азия и Европа // Съкровище на хан Кубрат. София. — 1989. — С.31-38: карт. 1989 год. Из истории археологических экспедиций Эрмитажа // Итоги археологических экспедиций Государственного Эрмитажа. — Л.,1989. — С. 3-8. (В соавторстве с Н. Л. Грач и Б. И. Маршаком). 1989 год. Културата на номадите от V до VII вв. // Съкровище на хан Кубрат. София. — 1989. — С.12-22. илл. 1989 год. На западных границах Сарматии (некоторые проблемы и задачи исследования) // Кочевники евразийских степей и античный мир: проблемы контактов. Новочеркасск. — 1989. — С.31-55. 1989 год. Семь миров древней Европы и проблема этногенеза славян // Славяне: этногенез и этническая история. Л. — 1989. — С.56-62. 1989 год. Некрополи на кримските готи // Съкровище на хан Кубрат. София. — 1989. — С.27-29. илл. 1989 год. Rome and the Barbarians in Central and Eastern Europe 1st century B.C. — 1st century A.D. — Oxford. 1989. — VoL.1-2. — 542 P.: илл. карт. — (BAR Intern.Ser.; Vol. 452). 1989 год. Семь сезонов Славяно-Сарматской экспедиции // Итоги работ археологических экспедиций ГЭ. Л. — 1989. — С.103-114: ил. 1989 год. Фибулы типа «Алезия» из Среднего Поднепровья и некоторые проблемы римско-варварских контактов на рубеже нашей эры // СА. — 1989. — № 3. — С.61-70: ил, карт. 1989 год. Славянски памятници от порричието на Буг и Днепр от VI до VII в. // Съкровище на хан Кубрат. София. — 1989. — С.23-26: илл. (В соавторстве с К. В. Каспаровой). 1990 год. The Balto-Slavic forest direction in the archaeological study of the ethnogenesis of the Slavs // WA. — 1986—1990. — Т.51. — Z.I. — S.3-30: илл., карт, Рез. рус. 1990 год. К вопросу о возникновении полихромного стиля клуазонне эпохи Великого переселения народов // АСГЭ. — 1990. — Вып.30. — С.83-97: илл., карт. Рез. англ. (В соавторстве с И. А. Бажаном). 1990 год. Раскопки у хутора Кулига в верховьях Псла // Мат-лы и исследования по археологии Днепровского левобережья. Курск. — 1990. — С.111-113: илл. 1991 год. К вопросу о контактах римлян с носителями черняховской культуры (по материалам поселения Чимишены) // Древнейшие общности земледельцев и скотоводов Северного Причерноморья (V тыс. до н. э. — V в.н. э.). К. — 1991. — С.223-224. 1991 год. О двух стилях в ювелирном искусстве черняховской культуры // Древности Юго-Запада СССР. Кишинёв. — 1991. — С. 38-55: илл., карт. (В соавторстве с Т. А. Щербаковой). 1991 год. Zur Frage der Datierung keltischer Allertumer im Transkarpatengebiet und einige Probleme der Latene-Chronologie // Acta Archaeologica Carpathica. — 1991. — Т.XXX. — S.115-140: илл. (В соавторстве с В. Е. Еременко). 1991 год. Некоторые проблемы хронологии раннеримского времени (К методике историко-археологических сопоставлений) // АСГЭ. — 1991. — Вып.31. — С. 90-106. Рез. англ. 1991 год. Проблемы «пробелов» в археологии Молдавии эпохи латена и римского времени // Древнейшие общности земледельцев и скотоводов Северного Причерноморья (V тыс. до н. э. — V в.н. э.). К. — 1991. — С.198-199. 1991 год. Центральная и Восточная Европа на рубеже нашей эры: опыт историко-археологической реконструкции политических событий III в. до н. э. — I в.н. э. Автореф. докт. дисс. Л. — 1991. — 35 с. 1991 год. К проблеме кимвров, тевтонов и кельто-скифов: три загадки // Археологические культуры Евразии и проблемы их интеграции: КТД НК. СПб. — 1991. — С. 24-27. (В соавторстве с В. Е. Еременко). 1991 год. Машина времени и лопата. Кишинёв. — 1991. — 148 С.: илл., карт. Библиогр.: С.246-247. | 1992 год. Некоторые замечания к вопросу о хронологии Зубовско-Воздвиженской группы и проблеме ранних алан // Античная цивилизация и варварский мир: Материалы 3-го археологического семинара. Новочеркасск. — 1992. Ч.1. — С. 103—130. 1992 год. Мария Александровна Тиханова и Первые Тихановские чтения, // Проблемы хронологии эпохи латена и римского времени. СПб. — 1992. — С. 7-10. (В соавторстве с О. А. Щегловой). 1992 год. Кимвры, тевтоны, кельтоскифы и некоторые вопросы хронологии рубежа среднего и позднего латена // Проблемы хронологии эпохи латена и римского времени. СПб. — 1992. — С. 80-115: илл., карт. (В соавторстве с В. Е. Еременко). 1993 год. Четыре загадки кимвров и тевтонов // Знание — сила. 1993. № 4. — С. 60-67. илл. карт. 1993 год. A propos des contacts militaires entre les Germains a i’epoque romaine: (d’apres I’armement el specialement les umbo de boucliers et les lances) // L’armee Romaine et les Barbares du IIl-e au VII-e secle. Paris. — 1993. — S.323-333: илл., карт. 1993 год. Two finds belonging to La Тепе and Roman periods from the Moldavian Republic // Oxford Journal of Archaeology. — 1993. — Vol.12. — № 1. (В соавторстве с Г. Ф. Чеботаренко, Т. А. Щербаковой). 1993 год. Снова о Чеширском Коте и его улыбке // Знание — сила. — 1993. — № 8. — С.36-46. 1993 год. New finds of «Kronenhalsrings» in the Chernigov region, Ukraine and some problems of their interpretation // Acta Archaeologica. — Kobenhavn. — 1993. — Vol.63. — S.39-56: илл. карт., (В соавторстве с Т. П. Вальковой, Ю. Ю. Шевченко). 1993 год. Встречающие смехом смерть // Знание — сила. — 1993. — № 10. — С.54-62. 1993 год. Проблема бастарнов и этнического определения поянешты-лукашевской и зарубинецкой культур // ПАВ. — 1993. — № 6. — С.89-95: илл. Рез. англ. 1993 год. К научному портрету Д. А. Мачинского // ПАВ. — 1993. — № 6. — С.7-12. (В соавторстве с В. Ю. Зуевым, Г. С. Лебедевым). 1993 год. Конкретно-историческая природа трансляции культур эпохи латена и римского времени // Динамика культурных традиций: механизмы передачи и формы адаптации: ТД. СПб. — 1993. — С.33-34. 1993 год. О галатах и дате декрета Протогена // Скифия и Боспор. Новочеркасск. — 1993. — С.97-110: илл. Рез. англ. Памятники латенской культуры на территории Закарпатья и к востоку от Карпат // Славяне и их соседи в конце I тыс. до н. э. — первой половиной I тыс. н. э. — Археология СССР. — 1993. — С.67-84. (в соавторстве с В. И. Бидзилей) 1993 год. Памятники латенской культуры на территории Закарпатья и к востоку от Карпат // Славяне и их соседи в конце I тыс. до н. э. — первой половиной I тыс. н. э. — Археология СССР. — 1993. — С.67-84. (в соавторстве с В. И. Бидзилей) 1994 год. The Cloisonne style: Danubian. Bosphorian, Georgian or Sassanian? // Acta Archaeoiogica. Kobenhavn. — 1994. — Vol.65. — С.233-248: илл. (В соавторстве с И. А. Бажаном). 1994 год. Certain problems of study of the Wielbark and Chernjakhovo cultures cemeteries // Prehistoric Graves as a Source of Information: Symposium at Kastloza — Uppsala. — 1994. — С.130-131. 1994 год. Lepesovka, provincia di Chmel’nickij: (Ukraina) // I Goti. Milano. — 1994. — P.74-78: илл. 1994 год. Shields, swords and spears as evidence of Germanic-Sarmatian contacts and Barbarian-Roman relations // Beitrage zu romischer und barbarischer Bewaffnung in den ersten vier nachchristlichen Jahrhunderten. Lublin-Marburg. — 1994. — S-485-495. 1994 год. Черняховские «чары» из Лепесовки // Проблемы археологии. — 1994. — Вып.3. — С.148-160: илл. 1994 год. Notes to the problem of Visigoths and Ostrogoths on the Northern Black Sea littoral // 6. Colloquio Hispano-Ruso. Madrid. — 1994. — S.55-56. 1994 год. Ripostiglio (tomba?) di Pilipki. Bialoystok: (Polonia) // I Goti. Milano. — 1994. — P.64-65: ил. (В соавторстве с З. А. Львовой). 1994 год. Римская дорога у с. Новосельское // Древнейшие общности земледельцев и скотоводов Северного Причерноморья V тыс. до н. э. — V в.н. э. Тирасполь. — 1994. — С.254-257. (В соавторстве с В. В. Бейлекчи). 1994 год. Конкретно-историческая природа трансляции культур эпохи латена // Культурная трансляция и исторический процесс (палеолит — средневековье). СПб. — 1994. — С.99-119. 1994 год. К вопросу о сармато-германских контактах // Проблемы истории и культуры сарматов. ТД МК. Волгоград. — 1994. — С.53-54. 1994 год. Феномен латенской культуры и друиды // Язык и культура кельтов: Мат-лы 3-го коллоквиума. СПб. — 1994. — С.26-28. 1994 год. На рубеже эр: Опыт историко-археологической реконструкции политических событий III в. до н. э. — I в.н. э. в Восточной и Центральной Европе. — СПб. — 1994. — 324 с.: илл., карт. Рез. англ. 1994 год. Некоторые замечания о хронологии городищ культуры штрихованной керамики // ПАВ. — 1994. — № 9. — С.109-119: илл. Рез. англ. 1994 год. От Индии до Ла-Манша: О фаларах греко-бактрийского типа, сарматах, кимврах и политике Митридата Евпатора // Античная цивилизация и варварский мир: ТД IV археологического семинара. Новочеркасск. — 1994. — С.14-15. 1994 год. О трёх путях балто-черноморских связей в первые века нашей эры // Древнейшие общности земледельцев и скотоводов Северного Причерноморья V тыс. до н. э. — V в.н. э. Тирасполь. — 1994. — С.245-247. 1995 год. The Celts in Eastern Europe // Oxford Journal of Archaeology. — 1995. — Vol.14. — № 2. — P.201-227. 1995 год. L’origine du style cloisonne de Fepoque des grandes migration // La noblesse romaine et les chefs barbares du IIIe — Vile siecle. Paris. — 1995. — P.63-75. (В соавторстве с И. А. Бажаном). 1995 год. Следы переправы императора Валента через Дунай в 369 г. (?) // Фортификация в древности и средневековье: ТД НК. СПб. — 1995. — С.65-66. (В соавторстве с В. В. Бейлекчи, В. М. Кожокару). 1995 год. Две реплики: о Фарзое и надписи из Мангупа, о царе Артавсаде и погребении в Косике // ВДИ. — 1995. — № 4. — С.175-179. Рез.англ. 1995 год. Раскопки Славяно-Сарматской экспедиции на могильнике Чатыр-Даг в 1994 г. // Отчётная археологическая сессия: ТД ГЭ. СПб. — 1995. — С.9-10. 1995 год. Блуждающие готы // Знание — сила. — 1995 — № 3. — С.60-69; № 8. — С.58-65. 1996 год. Работы Славяно-Сарматской экспедиции в 1995 г. (Чатыр-Даг — Суворово — Рудь) // Отчетная археологическая сессия: ТД ГЭ СПб. — 1996. — С.8-9. 1996 год. Фалары греко-бактрийского типа из собраний Эрмитажа и музеев Западной Европы: (к проблеме контактов Восток-Запад) // Ювелирное искусство и материальная культура: ТД. СПб. — 1996. — С.56-57. 1996 год. Кельты к востоку от Карпат // Язык и культура кельтов: ТД МК. СПб. СП ГУ. 1996. — С.25-27. 1997 год. Рождение славян // Stratum. — 1997. — С.110.147. 1997 год. Работы Славяно-Сарматской экспедиции в 1996 году: (Чатыр-Даг — Суворово — Рудь) // Отчетная археологическая сессия за 1996 г. Гос. Эрмитажа: ТД. СПб. — 1997. — С.14-15. (В соавторстве с М. Е. Ткачуком и О. В. Шаровым, илл., карт. и др.) 1997 год. К вопросу о времени появления и распространения стиля клуазонне // Ювелирное искусство и материальная культура: ТД. СПб. — 1997. — С.81-82. 1998 год. Работы Славяно-Сарматской экспедиции в 1997 г. // Отчётная археологическая сессия за 1997 год. СПб. — 1998. — С.12-13. (В соавторстве с О. В. Шаровым, М. Е. Ткачуком, С. И. Курчатовым, В. В. Бейлекчи и Л. А. Шамшевым). 1998 год. Янтарный путь и венеды // Проблемы археологии. История и культура древних и средневековых обществ. Сб. научных статей, посвящённых 100-летию со дня рождения Михаила Илларионовича Артамонова. СПб. — 1998. — С.198-208. 1998 год. К вопросу о хронологии восточного латена и позднего предримского времени // АСГЭ. — Вып.33. — 1998. — С.61-89. (В соавторстве с В. Е. Еременко). 1999 год. Забытые бастарны // Stratum plus. № 5: Неславянское в славянском мире. СПб — Кишинёв — К. — Бухарест, 1999. — С.75-90. 1999 год. Странная случайная находка из окрестностей Луги Ленинградской области // Археологические Вести. — № 7. — СПб. — 2000. — С.178-188. (В соавторстве с Н. И. Платоновой). 1999 год. К проблеме финала черняховской культуры // Stratum plus. № 4: Время великих миграций. СПб — Кишинёв — Одесса — Бухарест. — 2000. — С.369-383. (В соавторстве с О. В. Шаровым). 1999 год. Three ways of the contacts between the Baltic and the Black Sea littorals in the Roman Period // Die spätrömische Keiserzeit und die frühe Völkerwanderungszeit in Mittel — und Osteuropa. Łódź. — 2000. — P.345-363. 1999 год. Работы Славяно-Сарматской экспедиции в 1999 г. (Раскопки поселения Покровка 5 в Молдове) // Отчётная археологическая сессия за 1999 год. СПб. — 2000. — С.12-15. (В соавторстве с О. В. Шаровым и П. В. Шуваловым). 1999 год. Работы Славяно-Сарматской экспедиции в 1995—1997 гг. // Отчётная археологическая сессия за 1998 год. СПб. — 1999. — С.13 1999 год. Находки у с. Залевки в Поднепровье и проблема происхождения северо-европейского филигранного стиля I—II вв. // Stratum plus. № 4: Время великих миграций. СПб — Кишинёв — Одесса — Бухарест. — 2000. — С.215-225. 1999 год. A propos de la date de la fin de la civilization de Tcherniakhov // L’Occident romain et l’Europe centrale au début de l’époque des Grandes Migrations. Brno. — 1999. — P. 327—340. (В соавторстве с О. В. Шаровым) 1999 год. К проблеме кимвров, тевтонов и кельтоскифов: три загадки // АСГЭ. — 1999. — № 34. — С.134-160. (В соавторстве с В. Е. Еременко). 1999 год. Некоторые замечания к хронологии начала черняховской культуры // Сто лет черняховской культуре. К. — 1999. — С.10-25. 1999 год. The Strukture of the Lepesovka Settlement // Die Sîntana de Mureş — Černjachov Kultur. Akten des Internationalen Kolloquiums in Caputh vom 20. bis 24. Oktober 1995. Bonn. — 1999. — S. 91-99. (В соавторстве с М. А. Тихановой, О. А. Щегловой и О. В. Шаровым). 1999 год. Феномен черняховской культуры эпохи Константина-Констанция, или что такое черняховская культура? // Stratum plus . № 4: Время «Че». СПб — Кишинёв — Одесса. — 1999 . — С.66-101 2001 год. Залевки и Тур Хейердал // Отделу Археологии 70 лет. ТД юбилейной сессии. СПб. — 2001. — С.27-29. 2001 год. Работы Славяно-Сарматской экспедиции в 2000 г. // Отчётная археологическая сессия за 2000 год. СПб. — 2001. — С.10-12. (В соавторстве с О. В. Шаровым, П. В. Шуваловым, С. В. Хавриным). 2001 год. О находках оружия позднеримского времени на Западе Ленинградской области // Археология и история Пскова и Псковской земли. Мат-лы научного семинара за 2000 год. Псков,. −2001. — С.228-241. (В соавторстве с С. Ю. Каргопольцевым). 2001 год. «Сарматские» серебряные фалары: «Греко-Бактрийский стиль» или «стиль Малибу»? // Евразия сквозь века. Сб. научн. тр., посвящённых 60-летию со дня рождения Дмитрия Глебовича Савинова. СПб. — 2001. — С.81-85. 2001 год. Forgotten Bastarnae // International Connections of the Barbarians of the Carpathian Basin in the 1st — 5th centuries A.D. Proceedings of the international conference held in 1999 in Aszód — Nyiregyháza. Aszód — Nyiregyháza. — 2001. — P.57-64. 2001 год. О фаларах так называемого Греко-Бактрийского стиля (к проблеме контактов Восток-Запад) // Ювелирное искусство и материальная культура. СПб. — 2001. — С.137-161. 2002 год. Об одной интересной находке из могильника на склоне Чатыр-Дага // Алушта и Алуштинский регион с древнейших времён и до наших дней. К. — 2002. — С.7-15. 2002 год. Новая находка оружия позднеримского времени на западе Ленинградской области // Старая Ладога и проблемы археологии Северной Руси. Сб. статей. памяти Ольги Ивановны Давидан. СПб. — 2002. — С.76-90. (В соавторстве с С. Ю. Каргопольцевым). 2002 год. О первом появлении готов в Дунайско-Причерноморском регионе и начале черняховской культуры // Европа-Азия: Проблемы этнокультурных контактов. СПб. — 2002. — С.194-214. 2002 год. О работах Славяно-Сарматской экспедиции в 2001 г. // Отчётная археологическая сессия за 2001 год. СПб. — 2002. — С.72-78. (В соавторстве с О. В. Шаровым, П. В. Шуваловым, Л. С. Дмитриевой, А. В. Лысенко). 2003 год. Исследования поселения и святилища Таракташ 2 у с. Дачное СудаКиевского района // Отчётная археологическая сессия за 2002 год. ТД. СПб. — 2003. — С.54-60. (В соавторстве с О. В. Шаровым, П. В. Шуваловым, Л. А. Соколовой и И. А. Гарбузом). 2003 год. Об одной интересной находке на могильнике Чатыр-Даг и к вопросу о Балто-Черноморских контактах римского времени // Чтения, посвящённые 100-летию деятельности В. А. Городцова в Государственном Историческом музее. Материалы конференции. — Ч.II. — М. — 2003. — С.92-98. (В соавторстве с В. Л. Мыцом). 2003 год. Complex of Finds from Zalevki near Smela in the Middle Dniepr Basin // Kontakt — Kooperation — Konflikt. Germanen und Sarmaten zwischen dem 1. und dem 4. Jahrhundert nach Christus. Internationales Kolloquium des Vorgeschichtlichen Seminars der Philipps-Universität Marburg, 12.16. Februar 1998. Neumünster. — 2003. — S.19-34. 2004 год. Исследования поселения Таракташ у с. Дачное Судакского района // Археологические экспедиции за 2003 год. СПб. — 2004. — С.125-139. (В соавторстве с О. В. Шаровым, П. В. Шуваловым, Л. А. Соколовой и И. А. Гарбузом). 2004 год. Славяно-Сарматская археологическая экспедиция // СГЭ. — Вып.61. — СПб. — 2004. — С.105. 2004 год. Силадьшомйо или Шимлео Сильваней и Фритигерн // Культурные трансформации и взаимовлияния в Днепровском регионе на исходе римского времени и в раннем средневековье. Доклады НК, посвящённой 60-летию со дня рождения Е. А. Горюнова. СПб, 14-17 ноября 2000 г. СПб. — 2004. — С.158-167. 2004 год. Некоторые замечания о методиках хронологических расчётов эпохи латена, римского времени и сарматской археологии (пятнадцать апрельских тезисов) // Сарматские культуры Евразии: Проблемы региональной хронологии. Доклады к 5 МК «Проблемы сарматской археологии и истории». Краснодар. — 2004. — С.228-239. 2004 год. Река времени (Некоторые замечания о методиках хронологических расчётов эпохи латена и римского времени) // Боспорский феномен: проблемы хронологии и датировки памятников. СПб. — 2004. — С.261-276. 2004 год. Умбон из кургана «Садовый» под Новочеркасском // Археолог: детектив и мыслитель. Сб. статей., посвящённых 77-летию Льва Самойловича Клейна. СПб. — 2004. — С.445-463. 2005 год. Исследования поселения Таракташ у села Дачное СудаКиевского района // Археологические экспедиции за 2004 год. СПб. — 2005. — С.122-130. (В соавторстве с О. В. Шаровым, И. А. Гарбузом, В. Б. Уженцевым, А. А. Труфановым и П. В. Шуваловым). 2005 год. Celts in Panticakapeum? // Third International Congress on Black Sea Antiquities (Pontic Congress). Abstracts of papers and posters. Prague. — 2005. — P.32-33. (В соавторстве с Н. А. Павличенко). 2005 год. Готский путь. Готы, Рим и черняховская культура. СПб. — 2005. 2006 год. Des Goths aux Huns: Le Nord de la mer Noire au Bas-Empire et á ľépoque des Grandes Migrations. 2006. — 482 P. — BAR. — International Series. — Vol.1535. (В соавторстве с М. Казанским и О. Шаровым). 2006 год. Чатыр-Даг — некрополь римской эпохи в Крыму. СПб.: «Нестор-История». 2006. — 206 с. (В соавторстве с В. Л. Мыцом, А. В. Лысенко, О. В. Шаровым). 2006 год. Время обнимать (исторический роман) // Север. — Петрозаводск. — 2006. — № 1-2. — С.6-133. (Под псевдонимом Марк Пайк, в соавторстве с Яной Жемойтелите). 2006 год. Зубовско-Воздвиженская группа, царь Фарзой и Тур Хейердал // Liber Archaeologicae. Сб. статей., посвящённый 60-летию Бориса Ароновича Раева. Краснодар — Ростов-на-Дону. — 2006. — С.173-181. 2007 год. Готы и черняховская культура // Эпоха Меровингов — Европа без границ. Археология и история V—VIII вв. (Каталог выставки). Berlin. — 2007. — С.56-60. (На русском, немецком и английском языках) 2007 год. The Alano-Gothic cavalry charge in the battle of Adrianopole // Geografia e viaggi nel mondo antico. Ancona. — 2007. — P.209-229. (В соавторстве с П. В. Шуваловым). 2007 год. Авары, болгары и сокровище из села Малая Перещепина // Эпоха Меровингов — Европа без границ. Археология и история V—VIII вв. (Каталог выставки). Berlin. — 2007. — С.84-93. (На русском, немецком и английском языках). 2007 год. Готы в Крыму // Эпоха Меровингов — Европа без границ. Археология и история V—VIII вв. (Каталог выставки). Berlin. — 2007. — С.72-77. (На русском, немецком и английском языках). (В соавторстве с А. Г. Фурасьевым). 2007 год. Лесная зона Восточной Европы в эпоху Великого переселения народов и в раннем средневековье // Эпоха Меровингов — Европа без границ. Археология и история V—VIII вв. (Каталог выставки). Berlin. — 2007. — С.112-136. (На русском, немецком и английском языках). (В соавторстве с И. Р. Ахмедовым, А. Г. Фурасьевым и И. В. Белоцерковской). 2009 год. Щукин М. Б. Реплика по поводу киевской культуры // Сложение русской государственности в контексте раннесредневековой истории Старого Света. СПб. — Труды ГЭ. — Вып. XLIX. — 2009. — С.546-551. 2010 год. К проблеме финала черняховской культуры // Stratum plus. Сб. статей. из журнала «Стратум Плус». 2010. (В соавторстве с О. В. Шаровым) 2010 год. Ранние вандалы // Германия-Сарматия II. Калининград — Курск. — 2010. — С.15-32 2011 год. Реплика по поводу киевской культуры // Европейская Сарматия. Сборник, посвящённый Марку Борисовичу Щукину. СПб. — 2011. — С.239-244. 2011 год. Археологическая кухня прошлого века // Петербургский апокриф. СПб. — 2011. — С.39. (В соавторстве с М. М. Казанским). 2011 год. О военных контактах между сарматами и германцами в римское время (по материалам вооружения) // Stratum plus. — 2011. — № 4. — С.165-178. |

## Память
- Шаров О. В., Щеглова О. А. М. Б. Щукин // Российская археология. 2009. № 2;
- Петербургский апокриф: Послание от Марка. — СПб., Кишинёв, 2011. — 588 с.